# 米爾科·迪托拉
米爾科·迪托拉（義大利語：Mirco Di Tora；1986年5月19日—）是一位意大利游泳運動員。他擅長蛙泳。他也代表意大利參加了2008年北京奧運會和2012年倫敦奧運會的賽事。